# Radim Kravčík
Radim Kravčík (* 4. prosince 1979 Karviná) je český regionální historik, archivář, cestovatel a bývalý kastelán zámku Fryštát v Karviné.

## Život
V roce 1998 absolvoval na místním gymnáziu v Karviné, poté studoval obor historie a muzeologie na Slezské univerzitě v Opavě. Po roční přestávce, vyvolané povinností absolvovat základní vojenskou službu u útvarů chemické ochrany, začal opět studovat na vysoké škole. Studium oboru učitelství pro střední školy, konkrétně kombinace Dějepis a Základy společenských věd na Pedagogické fakultě Univerzity Hradec Králové, úspěšně dokončil v roce 2010. V rámci vysokoškolských studií se politicky angažoval z pozice člena studentské komory akademického senátu univerzity.
Během studií začal pracovat v rodné Karviné, a to ve Státním okresním archivu Karviná, kde zastával pozici archiváře. Zde se podílel také na přípravě výstav, pořádání přednášek a publikování článků věnujících se regionální historii. V archivu se dále zapojil také do projektu Stará Karvinná, s cílem mapovat a prezentovat historii dnešní městské části Karviná-Doly, jejíž osídlení zaniklo v důsledku těžby černého uhlí. Projekt funguje dodnes a je přístupný na webových stránkách archivu.
Mezi lety 2013 a 2019 pracoval jako kastelán na zámku Fryštát v Karviné.
Po ukončení práce kastelána se vydal na svatojakubskou pěší pouť z Karviné do Santiaga de Compostela, cesta trvala 116 dní, během kterých ušel na 3158 kilometrů.
V současné době se aktivně věnuje genealogii a regionálnímu cestovnímu ruchu. Pořádá prohlídky po posthornické krajině, přičemž se věnuje industriálním památkám a hornické činnosti. K roku 2023 se věnoval výuce společenských věd a zeměpisu na Gymnáziu Hladnov.

## Regionální aktivity
V roce 2018 se jako editor a spoluautor podílel na vydání publikace „Karvinské hornické kolonie“. O rok později se stal členem pracovní skupiny projektu POHO2030, jehož cílem byla tvorba koncepce rozvoje pohornické krajiny Karvinska do roku 2030. V témže roce vstoupil do Kroužku krojovaných horníků dolu Gabriela, který se věnuje udržování hornických tradic a také Spolku S.O.S. Karviná, z.s, jehož cílem je ochrana životního prostředí, přírody a krajiny či veřejného zdraví.
V roce 2020 vyvolal pozornost, když vypátral rodný dům Dany Zátopkové (rozené Ingrové), který stál v bývalé (dnes již zbourané) kolonii Vagónka.
Ve stejném roce společně s Ondřejem Schenkem postavili miniaturní hřbitov obětem druhé světové války, vytvořený z lékařských špachtlí. Hřbitov připomínal oběť 564 padlých obyvatel obcí tvořících dnešní Karvinou a dalších, jejichž jména nebyla dohledatelná. 
Spolu s kolegy ze spolku S.O.S. Karviná se mu v roce 2020 podařilo zastavit demolici nádražní budovy v Karviné-Fryštátu. Díky darům z veřejné sbírky byl dům na jaře 2021 odkoupen a spolek nyní pracuje na jeho opravě.

## Politická angažovanost
Ve volbách do Senátu PČR v roce 2020 kandidoval jako nestraník za Piráty v obvodu č. 75 – Karviná. Se ziskem 10,94 % hlasů skončil na 3. místě a do druhého kola nepostoupil.